# Kot w butach (film 1968)
Kot w butach (ros. Кот в сапогах, Kot w sapogach) – radziecki krótkometrażowy film animowany z 1968 roku w reżyserii sióstr Brumberg. Adaptacja baśni Charles'a Perraulta o tej samej nazwie.

## Obsada (głosy)
- Igor Diwow jako Kot
- Wasilij Liwanow jako Syn młynarza
- Kłara Rumianowa jako Księżniczka
- Anatolij Papanow jako Ludojad
- Jewgienij Wiesnik jako Król

## Animatorzy
Faina Jepifanowa, Boris Butakow, Aleksandr Dawydow, Władimir Arbiekow, Siergiej Marakasow.